# Telsey
Telsey Telecommunications S.p.A. (читается «Телси») — итальянский производитель сетевых шлюзов и мультимедиа-станций, а также домашнего сетевого оборудования, коммутаторов и медиаконверторов.
Штаб-квартира компании находилась в Куинто-ди-Тревизо, провинция Тревизо, Италия. Компания закрылась в 2011 году.

## Продукция
Telsey производила большое количество разнообразных устройств, в частности:
- Сетевые шлюзы
- Ресиверы цифрового телевидения
- Мультимедиа-станции
- Ethernet-коммутаторы
- Медиаконверторы
- Продукты для IP-телефонии, такие, как VoIP-шлюзы
- Точки доступа Wi-Fi
- DSL-оборудование

## История
- 1993 — Основание компании Telsy S.r.L.
- 1994 — Телси выигрывает тендер Телеком Италия
- 1995 — Телси заключает контракт с SVFO Groupe Cables Pirelli
- 1996 — Выход на рынок США, участие в разработке ЦТВ в Европе, заключает партнерство с Италтел
- 1997 — QMedia(HFC Injection), SAT TV
- 1998 — Партнерство с Tektronix, Италтел, Socrate и Infostrada
- 1999 — Акционирование компании Telsey S.p.A., пилотная зона IPTV в Беневенто
- 2000 — Telsey выигрывает тендер Fastweb
- 2002 — Открытие офиса в Беневенто, новый акционер в составе BergerTrust
- 2003 — Первый VoIP проект Telsey в России — «Веб Плас» (Санкт-Петербург)
- 2004—2006 — Экспансия в Великобританию, Испанию, Скандинавию
- 2007 — Экспансия в Центральную и Восточную Европу, открытие офиса в Австрии
- 2008 — Открытие офиса в России
- 2009 — Реструктуризация региона Центральной и Восточной Европы
- 2011 — Перераспределение акций: Berger Trust S.p.A. −40 %, Metasystem Group S.p.A. −40 %, ByT S.r.l. — 20 %

В 2011 году компания обанкротилась и закрылась.

## Награды
- В 2001 компания Telsey получила премию «Венецианский инноватор»

## Технологические партнёры
Технологическими партнёрами являлись такие телекоммуникационные компании как:
- Alcatel
- Cirpack
- Cisco
- Dreampark AB
- Ocilion IPTV
- Opera Software
- Tandberg

## Публикации
- Landata стала партнером Telsey (недоступная ссылка) // «Открытые системы», 12 февраля 2009.
- Первые шаги в России (недоступная ссылка) // журнал «CIO» № 4 от 21 апреля 2008.
- Чачин П. Каждый оператор должен думать о внедрении Tripple Play // «PCWeek/RE», № 11 (617) 1 апреля — 7 апреля 2008. — Интервью с президентом «Telsey» Андреа Босио.
- Яковлев А. ТВ в канале дистрибуции. Telsey, производитель сетевого оборудования и мультимедийных телеприставок, вышел на российский рынок // «Computerworld», 3 марта 2008.
- Чачин П. Telsey открывает в России свой офис // «PCWeek», 29 февраля 2008.
- Verysell будет продвигать телеком-решения Telsey в России // «CNews», 27 февраля 2008.